# Municípios Autônomos Zapatistas Rebeldes
Os Municípios Autônomos Zapatistas Rebeldes (espanhol : Municipios Autónomos Rebeldes Zapatistas, MAREZ) são territórios autônomos de facto controlados pelas bases de apoio neozapatistas no estado mexicano de Chiapas, fundadas após o levante zapatista ocorrido em 1994 dentro do contexto do conflito de Chiapas. Apesar das tentativas de negociação com o governo mexicano que resultaram nos Acordos de San Andrés em 1996, a autonomia da região permanece não reconhecida por ele.
O exército zapatista, ou EZLN, não detém nenhum poder nos municípios autônomos. De acordo com sua constituição, nenhum comandante ou membro do Comitê Indígena Revolucionário Clandestino pode ocupar cargos de autoridade ou governo nesses espaços.
Esses lugares se encontram dentro dos municípios oficiais, e vários inclusive estão dentro do mesmo município, como é o caso de San Andrés Larrainzar e Ocosingo . As MAREZ são coordenadas pelos autônomos Conselhos de Bom Governo (espanhol: Juntas de Buen Gobierno) e seus principais objetivos têm sido promover educação e saúde em seus territórios. Eles também lutam por direitos à terra, trabalho e comércio, habitação e questões de abastecimento de combustível, promovendo artes (especialmente a língua e tradições indígenas) e administrando a justiça.
Em 17 de agosto de 2019, os zapatistas anunciaram um aumento significativo de municípios autônomos e um novo termo para centros de autonomia zapatista. Na maioria dos casos, esses Centros de Resistência Autônoma e Rebelião Zapatista (espanhol: Centros de Resistencia Autónoma y Rebeldía Zapatista, CRAREZ) incluem um Caracol, um Conselho de Bom Governo e um Município Autônomo Zapatista em Rebelião (MAREZ). Os zapatistas atribuíram esse crescimento principalmente aos esforços de "mulheres, homens, crianças e anciãos das bases de apoio zapatistas" e, secundariamente, a uma estratégia de contra-insurgência do estado mexicano, que saiu pela culatra, "gerando conflito e desmoralização" entre os não Zapatatistas. 11 novos Centros de Resistência Autônoma e Rebelião Zapatista (CRAREZ) foram declarados; concretamente, 4 novos municípios autónomos e 7 novos Caracóis (cada um acompanhado por um Conselho de Bom Governo). Isso aumenta o número total de Caracóis de 5 para 12, e traz o número total de centros zapatistas autônomos para 43, incluindo 27 municípios zapatistas autônomos originais, 5 Caracóis originais e os 11 centros zapatistas autônomos recém-declarados.

## Contexto
Em 1º de janeiro de 1994, milhares de membros do EZLN ocuparam vilas e cidades em Chiapas, incendiando delegacias de polícia, ocupando prédios do governo e lutando contra o exército mexicano. O EZLN exigia "trabalho, terra, moradia, alimentação, saúde, educação, independência, liberdade, democracia, justiça e paz" em suas comunidades. Os zapatistas tomaram mais de um milhão de acres de grandes latifundiários durante sua revolução.

## Distribuição
Desde 2003, os Municípios Autônomos Zapatistas Rebeldes (MAREZ) se coordenam em grupos muito pequenos chamados Caracoles (em português:  caracóis). Antes disso, os neozapatistas usavam o título de Aguascalientes após o local da Convenção Democrática Nacional organizada pelo EZLN em 8 de agosto de 1994; este nome dava alusão à Convenção de Aguascalientes durante a Revolução Mexicana onde Emiliano Zapata e outros líderes se reuniram em 1914 e Zapata fez uma aliança com Francisco Villa .
| MAREZ | Caracol                                     | Nome anterior (Aguascalientes) | grupos indígenas               | Área e municípios em que são encontrados                                     |
| --- | ------------------------------------------- | ------------------------------ | ------------------------------ | ---------------------------------------------------------------------------- |
| - General Emiliano Zapata - San Pedro de Michoacán - Liberdade do Povo Maya - Terra e Liberdade                                                                     | Mãe dos caracóis marinhos dos nossos sonhos | La Realidad                    | Tojolabais, Tseltais e Mames   | Selva Fronteira. " Ocosingo, Marquês de Comillas "                           |
| - 17 de novembro - Primeiro de janeiro - Ernesto Che Guevara - Olga Isabel - Lúcio Cabañas - Miguel Hidalgo - Vicente Guerrero                                      | Turbilhão de nossas palavras                | morelia                        | Tseltais, Tsotsis e Tojolabais | Tzots Choj Altamirano, Comitán                                               |
| - Francisco Gómez - São Manuel - Vila Francisco - Ricardo Flores Magón                                                                                              | Resistência rumo a um novo amanhecer        | La Garrucha                    | Tseltais                       | Selva Tzeltal " Ocosingo, Altamirano "                                       |
| - Vicente Guerrero - Del Trabajo - La Montana - San José en Rebeldía - La Paz - Benito Juarez - Vila Francisco                                                      | Isso fala por todos                         | Roberto Barrios                | Choles, Zoques e Tseltais      | Zona Norte de Chiapas San Andrés Larrainzar, El Bosque, Simojovel de allende |
| - San Andrés Sacamch'en de los Pobres - San Juan de la Libertad - São Pedro Polhó - Santa Catarina - Madalena de la Paz - 16 de fevereiro - San Juan Apóstol Cancuc | Resistência e rebelião pela humanidade      | ôventico                       | Tsotsis e Tseltais             | Altos de Chiapas, San Andrés Larrainzar, Teopisca.                           |
| Esperança da humanidade |                                             | Ejido Santa María              |                                | Chicomuselo                                                                  |
| Ernesto Che Guevara |                                             | El Belén                       |                                | Motozintla                                                                   |
| Plantando consciência para colher revoluções para a vida |                                             | Tulan Ka'u                     |                                | Amatenango del Valle                                                         |
| 21 de dezembro |                                             | K'anal Hulub                   |                                | Chilón                                                                       |

| CRAREZ                                                               | Caracol                                                              | Nome anterior (Aguascalientes) | Área e municípios em que são encontrados |
| -------------------------------------------------------------------- | -------------------------------------------------------------------- | ------------------------------ | ---------------------------------------- |
| Passos da História, para a vida da Humanidade                        | O coração do coletivo sementes rebeldes, memória do camarada Galeano | La Unión                       | San Quintín                              |
| Semente que floresce com a consciência de quem luta sempre           | Espiral digna tecendo as cores da humanidade em memória dos caídos   |                                |                                          |
| Novo amanhecer em resistência e rebelião pela vida e pela humanidade | Florescendo a semente rebelde                                        | El Poblado Patria Nueva        | Ocosingo                                 |
| O pensamento rebelde dos povos originários                           | Em homenagem à memória do camarada Manuel                            | Dolores Hidalgo                | Ocosingo                                 |
| A luz que ilumina o mundo                                            | Resistência e rebeldia, um novo horizonte                            | El Poblado Nuevo Jerusalém     | Ocosingo                                 |
| Coração de nossas vidas para o novo futuro                           | Raiz das resistências e rebeliões pela humanidade                    | Ejido Jolj'a                   | Tilá                                     |
| Flor da nossa palavra e luz do nosso povo que reflete para todos     | Jacinto Canek                                                        | Comunidade do CIDECI-Unitierra | San Cristóbal de las Casas               |

## Governo

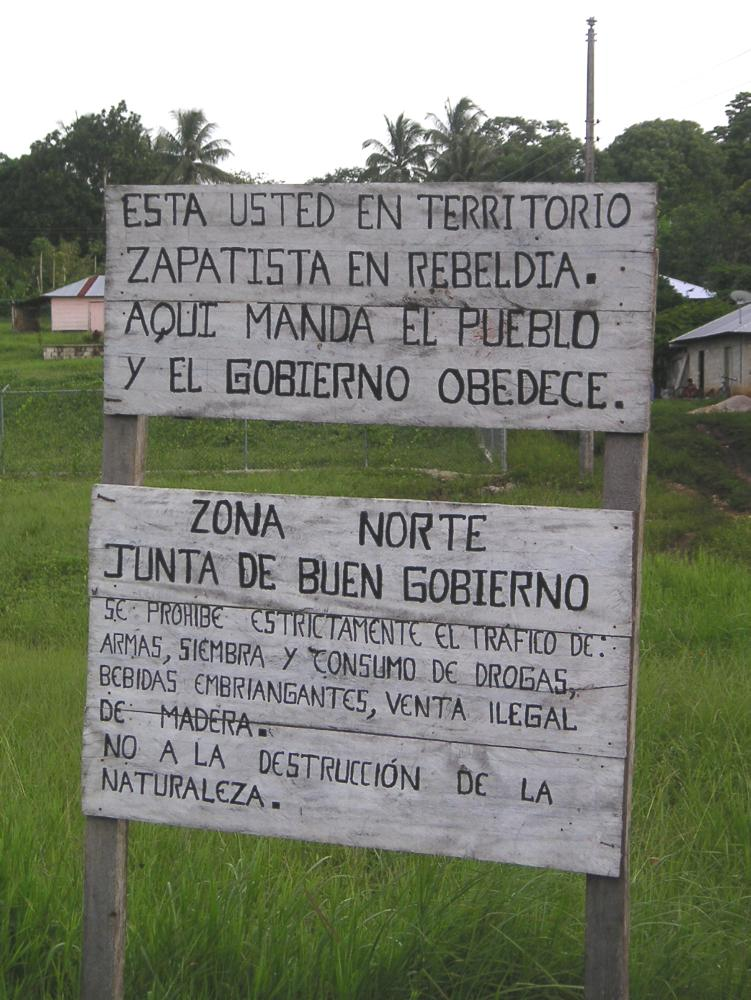
Placas na Rodovia Federal 307, Chiapas. "Você está em território rebelde zapatista. Aqui o povo manda e o governo obedece." (Cima) "Zona Norte. Conselho de Bom Governo. Tráfico de armas, plantio de drogas, uso de drogas, bebidas alcoólicas e venda ilegal de madeira são estritamente proibidos. Não à destruição da natureza ." (Baixo)

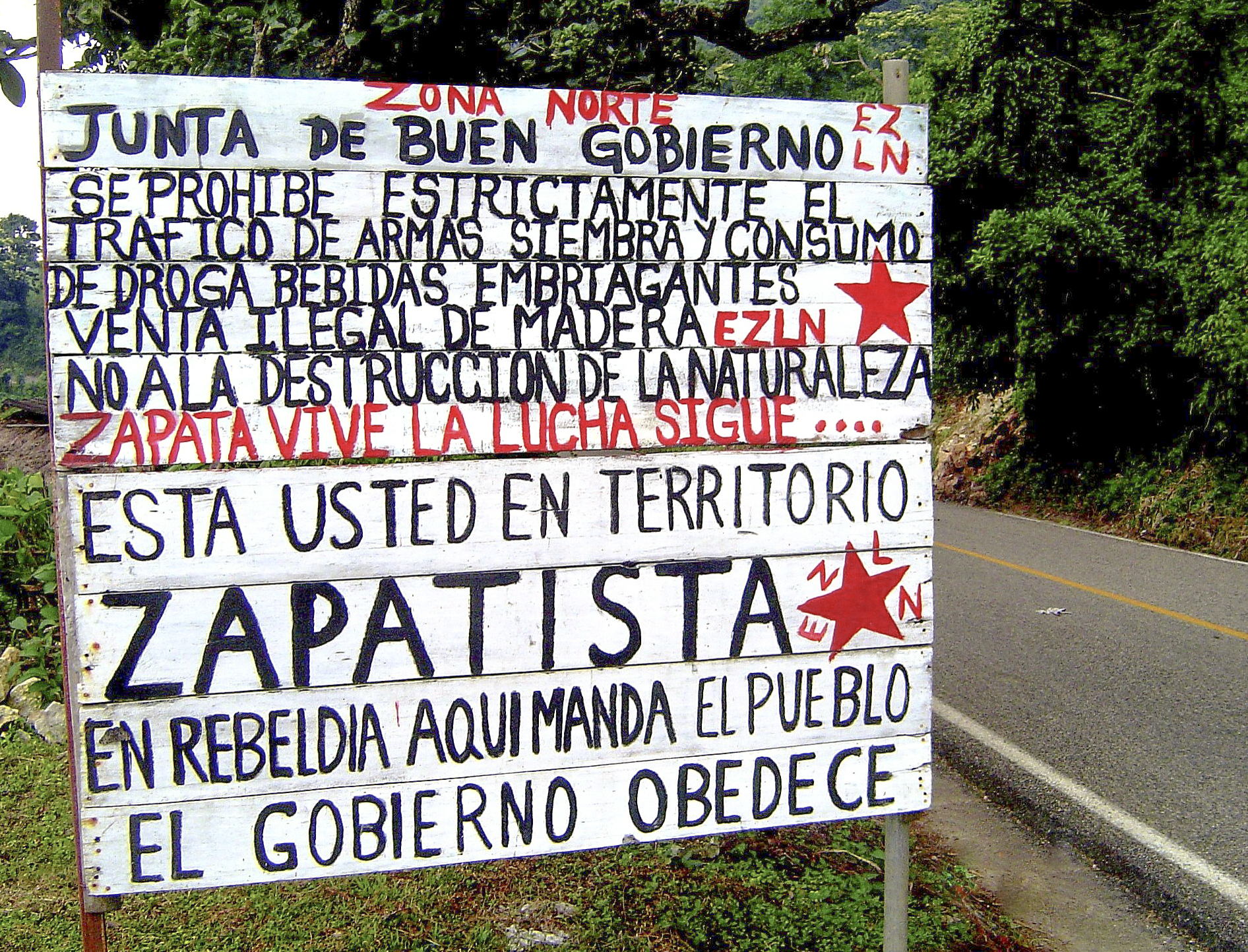
Placa sinalizando o território zapatista em Chiapas, México

A nível local, as pessoas participam de uma assembleia popular de cerca de 300 famílias em que qualquer pessoa com mais de 12 anos pode participar na tomada de decisões. Essas assembleias se esforçam para chegar a um consenso, mas estão dispostas a recorrer à maioria dos votos. As comunidades formam uma federação com outras comunidades para criar um município autônomo, que formam mais federações com outros municípios para criar uma região. Os zapatistas são compostos por cinco regiões, com uma população total de cerca de 360 000 pessoas em 2018.
Cada comunidade tem 3 estruturas administrativas principais: (1) o comissariado, responsável pela administração do dia-a-dia; (2) o conselho de controle fundiário, que lida com questões florestais e disputas com comunidades vizinhas; e (3) a agencia, uma agência de polícia comunitária.

## Economia
A economia zapatista é composta principalmente por cooperativas de trabalhadores, fazendas familiares e lojas comunitárias com os conselhos de bom governo fornecendo empréstimos a juros baixos, educação gratuita, estações de rádio e assistência médica às comunidades. A economia é amplamente autossuficiente e agrícola, produzindo principalmente milho, feijão, café, banana, açúcar, gado, galinhas, porcos e roupas em cooperativas. As comunidades aboliram a propriedade privada (mas não a pessoal) e instituíram um sistema de propriedade comum da terra, e vendem mais de US$ 44 milhões em mercadorias para os mercados internacionais a cada ano. Dada a propriedade coletiva da terra e o sistema de democracia participativa, a fome e a violência são extremamente baixas em comparação com outras comunidades mexicanas empobrecidas.

## Serviços públicos

### Educação
Os zapatistas dirigem centenas de escolas com milhares de professores modelados em torno dos princípios da educação democrática, onde os alunos e as comunidades decidem coletivamente sobre o currículo escolar e os alunos não recebem notas.

### Cuidados de saúde
Os zapatistas mantêm um serviço universal de saúde de alta qualidade e gratuito. No entanto, os medicamentos ainda devem ser pagos para cobrir os custos de reabastecimento. Moradores das comunidades zapatistas acreditam que seus serviços de saúde são mais bem equipados (em pessoal e insumos) e menos racistas em relação aos indígenas do que a maioria dos serviços em Chiapas. Também trabalha com hospitais vizinhos e recebe gratuitamente pacientes de outras comunidades que precisam usar as instalações médicas que só os zapatistas têm. Desde 1994, os zapatistas construíram 2 novos hospitais e 18 clínicas de saúde na região para aumentar o bem-estar das comunidades. Um estudo de 2014 indica as seguintes conquistas na saúde zapatista:
- Em 2005, 84,2% das crianças zapatistas estavam totalmente vacinadas, enquanto esse número era de 74,8% nas comunidades governistas.[19]
- Em 2010, 63% de todas as gestantes puderam receber assistência médica nas comunidades zapatistas, enquanto apenas 35% das gestações são atendidas adequadamente nas comunidades não zapatistas.
- Em 2010, 74% das comunidades zapatistas tinham acesso a instalações sanitárias em suas casas. 54% das comunidades pró-governo tinham acesso a instalações sanitárias em suas casas.
- Em 2013, 32% dos habitantes zapatistas sofriam de tuberculose, enquanto em porções maiores de comunidades pró-governo, 84% continuavam a ter tuberculose.
- Exames de câncer e exames de saúde sexual ocorrem com mais frequência do que antes da revolução.
- Em regiões onde antes havia taxas significativamente altas de morte durante o parto, agora houve um período de oito anos ou mais em que nenhuma morte materna foi registrada.
- A erradicação da fabricação e consumo de álcool, diretamente ligada à redução de muitas doenças e infecções, incluindo úlceras, cirrose, desnutrição e feridas cirúrgicas.[20] A proibição do consumo de álcool foi uma decisão coletiva.[21]

De acordo com um relato da Oventic de 2016:
Em Oventic, havia uma clínica médica pequena, mas aparentemente totalmente funcional, que parecia oferecer cuidados básicos de saúde. Uma placa na porta dizia que consultas gerais, ginecologia, optometria e serviços de laboratório estavam disponíveis cinco dias por semana. Os serviços de emergência estavam disponíveis 24 horas por dia, sete dias por semana. Eles pareciam ter uma ambulância novinha em folha à sua disposição. Outros serviços oferecidos alguns dias por semana incluíam odontologia e ultrassom.

## Proteção Ambiental
Os zapatistas assumiram muitos projetos para proteger e restaurar os ecossistemas danificados da Selva Lacandona, incluindo a proibição de fertilizantes químicos e pesticidas, além de resistir à extração de petróleo e metais por meio da mineração.
Os zapatistas também embarcaram em esforços de apicultura e reflorestamento, tendo plantado mais de 30 000 árvores para proteger as fontes de água (especialmente importante dada a crescente escassez de água em Chiapas), reverter o desmatamento nas florestas tropicais e fornecer fontes de alimentos, combustível e material de construção. Os apicultores pretendem reverter grande parte do colapso da população de abelhas e produzir mel para alimentação, regeneração ecológica e velas.
Vários autores ecossocialistas e ecoanarquistas elogiaram os esforços dos zapatistas para construir uma sociedade ecológica. No entanto, os zapatistas também foram fortemente criticados por ambientalistas e pelos indígenas Lacandon por permitir e encorajar a exploração madeireira, a agricultura e a construção de assentamentos em áreas protegidas da Selva Lacandona.

## Feminismo
Os zapatistas são fortemente afiliados ao feminismo e à política pró-queer. A Lei Revolucionária da Mulher, elaborada pela Comandanta Ramona, afirma que:
Primeiro: as mulheres, independentemente de sua raça, credo, cor ou filiação política, têm o direito de participar da luta revolucionária da forma determinada por seu desejo e capacidade.

 Segundo: a mulher tem direito de trabalhar e receber um salário justo.
Terceiro: As mulheres têm o direito de decidir o número de filhos que terão e cuidarão.
Quarto: As mulheres têm o direito de participar dos assuntos da comunidade e ocupar cargos de autoridade se forem eleitas livre e democraticamente.
Quinto: As mulheres e seus filhos têm direito à atenção primária em matéria de saúde e nutrição.
Sexto: As mulheres têm direito à educação.
Sétimo: As mulheres têm o direito de escolher seu parceiro e não devem ser forçadas a se casar.
Oitavo: As mulheres não devem ser espancadas ou maltratadas fisicamente por seus familiares ou por estranhos. Estupro e tentativa de estupro serão severamente punidos.
Nono: As mulheres poderão ocupar cargos de liderança na organização e ocupar cargos militares nas forças armadas revolucionárias.

 Décimo: As mulheres terão todos os direitos e obrigações elaborados nas Leis e regulamentos Revolucionários.
Em 2018, os zapatistas organizaram um festival feminista, que foi descrito como “não apenas uma oportunidade para criar redes educacionais ou profissionais, mas também um espaço para pensar a saúde e o bem-estar de uma mulher na luta pela justiça. Foram realizadas atividades que variaram de oficinas, rodas de conversa e exibição de filmes a apresentações teatrais, exposições de arte e eventos esportivos, como partidas de basquete e futebol. Os temas incluíram violência de gênero, autodefesa, autocuidado, sexismo na mídia, direitos sexuais, saúde e educação, misoginia e infância, discriminação contra comunidades LGBTQ indígenas, mulheres defensoras dos direitos ambientais e descolonização. Todas as atividades foram lideradas e realizadas por mulheres, e todas elas visavam gerar consciência da desigualdade de gênero ou restaurar a autoconfiança e a autonomia das mulheres."

## Afiliação política
Os neozapatistas não proclamam adesão a uma ideologia política específica além da política de esquerda. No entanto, o funcionamento do MAREZ distinguiu-o programaticamente da esquerda tradicional, recuperando o “indigenismo” de inspiração zapatista e magonista com contribuições do socialismo libertário, marxismo, e anarquismo. Alguns autores também traçam paralelos entre neozapatismo e autonomismo, enquanto outros argumentam que pode ser melhor definido como semi-anarquista.

## Crítica
Os zapatistas enfrentaram algumas críticas de socialistas e anarquistas. Alguns anarquistas argumentaram que as comunidades zapatistas não se esforçaram o suficiente para abolir completamente as práticas capitalistas de trabalho assalariado, aluguel e investimento multinacional de suas comunidades, enquanto socialistas não anarquistas criticaram os zapatistas por não centralizar seu poder o suficiente e explorando seus recursos naturais para financiar programas sociais em suas comunidades e patrocinar atividades revolucionárias em todo o México. Alguns ecoanarquistas criticaram as comunidades por não adotarem um estilo de vida totalmente vegetariano, continuando a usar plástico e desmatar a selva circundante para criar gado.